# Benkara emanualsoniana
Benkara emanualsoniana là một loài thực vật có hoa trong họ Thiến thảo. Loài này được (Ridsdale) Ridsdale mô tả khoa học đầu tiên năm 2008.